# Avy Jetter
Pour les articles homonymes, voir Jetter.
Avy Jetter (née le 11 décembre 1968 à Minneapolis) est une auteure de bande dessinée et dessinatrice américaine.
Depuis 2012, elle auto-édite la série de zombies Nuthin’ Good Ever Happens at 4 A.M..

## Œuvres
- Participation à : Diane Noomin et collectif, Drawing Power : Women's stories of sexual violence, harassment and survival, Abrams Books, 2019, 272 p. (ISBN 978-1-4197-3619-3), prix Eisner de la meilleure anthologie 2020[2]
  - traduit en français par Samuel Todd sous le titre Balance ta bulle : 62 dessinatrices témoignent du harcèlement et de la violence sexuelle, Massot Éditions, 2020  (ISBN 978-2380352283)